# Internationale Bahá’í-Gemeinde
Die Internationale Bahá’í-Gemeinde oder Bahá’í International Community (BIC) ist eine seit 1948 bei den Vereinten Nationen anerkannte Nichtregierungsorganisation, welche die weltweite Bahai-Gemeinde vertritt, der nach eigenen Angaben mehr als fünf Millionen Mitglieder angehören. Ziel der BIC ist es, Einsichten aus den Bahai-Schriften und den Erfahrungen der weltweiten Bahai-Gemeinde in den öffentlichen Diskurs einzubringen.
Seit 1970 hat sie beratenden Status beim Wirtschafts- und Sozialrat der Vereinten Nationen, seit 1976 beratenden Status beim Kinderhilfswerk der Vereinten Nationen. Sie arbeitet mit der Weltgesundheitsorganisation, dem Entwicklungsprogramm der Vereinten Nationen, dem Umweltprogramm der Vereinten Nationen, dem Bevölkerungsfonds der Vereinten Nationen und dem Entwicklungsfonds der Vereinten Nationen für Frauen zusammen. Außerdem hat die Bahá’í International Community 1992 in New York das weltweit tätige „Büro für Frauenförderung“ eingerichtet.